# Sport TV
A Sport TV az AMC Networks International európai sportcsatorna-hálózata, amelynek csatornái Magyarországon, Csehországban, Szlovákiában és Romániában érhetőek el, különböző nyelveken. Két külön csatornája van, a Sport 1 és a Sport 2.

## Története
A Sport 1 2000. október 2-án indult el prémium csatornaként az egykori UPC-n és a UPC Directen, valamint kisebb kábelszolgáltatóknál. Prémium csatornaként 2002 elejéig működött, ekkor azonban bekerült a nagyobb kábelszolgáltatók (pl. az akkori MATÁV kábel TV) kínálatába is.
2003. október 18-án a Sport 1 elindította első társcsatornáját, a Humor 1-et, kezdetben próbaadás jelleggel. Hivatalos műsora 2003. november 5-én indult meg.
2004. szeptember 4-én a Humor 1 megszűnt és egyesült az IKO-érdekeltségű M+-szal. A két csatorna helyét a Cool vette át, amit a Sport 1 az IKO-val közösen üzemeltetett. 2004. szeptember 12-én a Sport 1 arculatot váltott, és a Humor 1 korábbi helyén elindult a Sport 2.
2005 májusában a Cool teljesen az IKO tulajdonába került. 2006-ban a Sport TV-t megvásárolta a Chellomedia.
2008. október 1-jén mindkét csatorna új arculatot kapott, valamint ekkor vezették be a jelenleg is használt fekete-piros logókat is. Az új logók egységesek lettek, míg korábban a Sport 1 logójában piros, a Sport 2-ében kék négyzeten volt látható a csatorna nevében szereplő szám (jelenlegihez hasonlóan a TV2 tulajdonában álló Spíler csatornáknál is).
2009. június 5-én elindult a Sport M.
2012. december 12-től a Sport 1 nagy felbontásban is sugároz. 2014. január 3-tól a Sport 2 is közvetít HD-ben. 
2015. december 23-án a csatornák megkapták a 2020-ig használt arculatot. 2018. január 8-án megszűnt a Sport M.
2020. október 1-jén 00:17-kor a Sport 1, majd 00:32-kor a Sport 2 is módosított logót és új arculatot kapott.
A csatornák eredetileg 2020. január 1-től kikerültek volna a DIGI kínálatából, de még időben sikerült megállapodni, így továbbra is elérhetőek maradtak.
A csatornák hangja 2000-től 2008-ig Selmeczi Roland, 2008-tól 2010-ig Zámbori Soma volt. Jelenlegi csatornahangja Varga Gábor.
Mindkét csatorna reklámidejét az RTL Saleshouse értékesíti. Korábban az Atmedia látta el ezt a feladatot 2016 végéig.

## Vételi elérhetőségek

### Sport 1 - SD felbontás
- Műhold: Thor 5
- Pozíció: nyugati 1 fok
- Transzponder: BSS04/C04
- Moduláció: DVB-S / QPSK, MPEG-2
- Frekvencia: 11,785 Mhz
- Polarizáció: Horizontális
- Symbol Rate: 28 MS/s
- FEC: 7/8
- Service ID: 2610
- Titkosítás: Nagravision 3

### Sport 1 - HD felbontás
- Műhold: Thor 6
- Pozíció: nyugati 1 fok
- Transzponder: BSS17
- Moduláció: DVB-S2 / 8PSK, MPEG-4 AVC
- Frekvencia: 12,034 Mhz
- Polarizáció: Vertikális
- Symbol Rate: 30 MS/s
- FEC: 3/4
- Service ID: 30503
- Titkosítás: CryptoWorks / Irdeto 2

### Sport 2 - SD felbontás
- Műhold: Thor 5
- Pozíció: nyugati 1 fok
- Transzponder: BSS04/C04
- Moduláció: DVB-S / QPSK, MPEG-2
- Frekvencia: 11,785 Mhz
- Polarizáció: Horizontális
- Symbol Rate: 28 MS/s
- FEC: 7/8
- Service ID: 2620
- Titkosítás: Nagravision 3

### Sport 2 - HD felbontás
- Műhold: Thor 5
- Pozíció: nyugati 1 fok
- Transzponder: BSS13
- Moduláció: DVB-S / QPSK, MPEG-4 AVC
- Frekvencia: 12,188 Mhz
- Polarizáció: Vertikális
- Symbol Rate: 28 MS/s
- FEC: 7/8
- Service ID: 1490
- Titkosítás: Conax / CryptoWorks / Irdeto 2 / Nagravision 3

## A stáb tagjai
A Sport TV stábjának tagjai:
- Ágai Kis András
- Balogh Patrik
- Bartha Zoltán
- Barsi Gergely
- Engyel István
- Erdélyi Kálmán
- Faragó Richard
- Fazekas Erzsébet
- Fülöp László
- Fülöp Marcell
- Gyulai Miklós
- Haraszti Ádám
- Kaplár F. József
- Korda György
- Máté Pál
- Molnár Zsolt
- Méhes Gábor
- Petur András
- Rizán János
- Rochy Zoltán
- Szalay Tamás
- Szaniszló Csaba
- Szél Tamás Pál
- Takács Rita
- Vincze Attila

## Szakértők
Labdarúgás
- Hajdu Attila
- Hegyi Iván
- Nyilasi Tibor
- Várhidi Péter
- Hrutka János
- Kéri András Dániel
- Bognár György

Jégkorong
- Balogh Tibor
- Ancsin János
- Spiller István

Kézilabda
- Borsos Attila
- Császár Gábor
- Deli Rita
- Kopornyik Zsolt
- Tóth Tímea

Kosárlabda
- Dávid Kornél
- Németh István
- Tőrös Balázs
- Zsivera Gábor

Darts
- Vereczkey Lajos
- Ziegenhám Medárd

## Saját gyártású műsorok
- Mai helyzet: A csatorna egyetlen hétköznapi rendszerességgel jelentkező stúdióműsora, mely a nap legfontosabb témáját járja körül. Műsorvezető: Fazekas Erzsébet. Szerkesztő: Vincze Attila
- Heti helyzet: A Sport TV állandó sztárvendégei elemzik a hét legjelentősebb sporteseményeit, közvetlen, informális jelleggel. A műsorban rendszeresen feltűnik többek között Nacsa Olivér, Ganxsta Zolee, Harsányi Levente, Lévai Balázs, Winkler Róbert, Para-Kovács Imre, Kovács "Kokó" István, Csapó Gábor, Nagy Bandó András, illetve Szabó Bence is. Műsorvezető: Ágai Kis András. Szerkesztő: Vincze Attila
- Zuhanyhíradó: A csütörtök esténként jelentkező, kizárólag labdarúgással foglalkozó magazinban a csatorna állandó szakértőin kívül alkalmanként a magyar újságírószakma képviselői is szerepelnek. Műsorvezető: Máté Pál, Szaniszló Csaba, Faragó Richard, Matuz Krisztián
- Mezeket fel!: Az aktuális hétvége – ahogy ők nevezik – futballdömpingjének részletes ajánlása.
- Régi csibészek: Gulyás László portrésorozata a magyar sport közelmúltjának fontos szereplőivel.
- Trash Talk: A Sport TV amerikai sportokkal (NFL, NBA, NHL) foglalkozó szórakoztató műsora. Műsorvezető: Szaniszló Csaba
- KO TV: A Sport TV profiboksz magazinja.
- Sportverda: Magazinműsor, amely bemutatja a legújabb sportautókat.
- 30 for 30: Az ESPN amerikai sportcsatorna dokumentumfilmes sorozata.
- Europálya: Európai labdarúgó magazin.
- Germánia: A Sport TV Bundesliga magazinja.

## A Sport TV valamennyi műsora
- Boksz (Ultimate Fighting Championship)
- Jégkorong (Svéd bajnokság, a magyar válogatott vb-mérkőzései, A-csoportos világbajnokság, Bajnokok Ligája)
- Kézilabda (férfi és női Bajnokok Ligája, férfi Bundesliga)
- Kosárlabda (NBA)
- Tenisz (ATP és WTA versenyek)
- Major League Baseball (MLB)
- Póker
- Darts
- Labdarúgás
  - Portugál bajnokság (Liga zon Sagres)
  - Török bajnokság
  - Német kupa (DFB-Pokal)
  - UEFA-bajnokok ligája
  - UEFA Európa Liga